# Nikolaus von Westerholt
Nikolaus von Westerholt (auch Niclas) (* um 1601; † 1662) war Domherr in Münster.

## Leben
Nikolaus von Westerholt wurde als Sohn des Kanzlers Johann von Westerholt und dessen Gemahlin Etta von der Kulen geboren. In erster Ehe war sie mit Bernhard von Westerholt verheiratet.
Nikolaus’  Bruder Hermann (1602–1650) war kaiserlicher Rittmeister und Drost in Bocholt. Mit dem Erhalt der Tonsur am 1. Februar 1619 wurde Nikolaus auf ein geistliches Leben vorbereitet und kam am 25. Mai 1626 in den Besitz der Dompräbende des verstorbenen Domherrn Temmo von Bocholtz. Es folgte die Aufschwörung auf die Geschlechter Westerholt, Altenbochum, Kule und Bicken. Nikolaus verzichtete am 2. Mai 1629 auf seine Pfründe und heiratete am 6. August 1629 Anna von der Recke zu Steinfurt († 1661). Aus der Ehe ging die Tochter Anna Elisabeth Sybilla (1630–1670) hervor. Sie war mit ihrem Cousin zweiten Grades, Hermann Otto von Westerholt, verheiratet. Im Jahre 1630 verkaufte Nikolaus die Herrschaft Lembeck an Bernhard von Westerholt zu Hackfort († 1638)  und erwarb 1643 die Herrschaft Westerholt von Nikolaus Vinzenz von Westerholt († 1667).